# Gens Fúfia
Fúfia (en llatí Fufia) va ser una família romana d'origen plebeu, de vegades confosa amb la gens Fúsia (ja extinta a la part final de la república) i que en realitat només era el nom original de la gens Fúria.
Els Fufii no apareixen a la història fins al 7é segle després de la fundació de Roma. Els seus cognomens eren només Calenus i Geminus el primer dels quals derivaria probablement de la ciutat de Cales a Campània, lloc del qual probablement eren originaris. Segurament tota la gens Fúfia seria originària de la Campània.